# المقبرة الجلمودية حمام الزواكرة
 المقبرة الجلمودية حمام الزواكرة  هو معلم أثري تونسي مصنف من قبل المعهد الوطني للتراث يقع في ولاية سليانة في الشمال الغربي التونسي، تحديدا في مدينة حمام الزواكرة تم تصنيف المعلم في يوم 19 مالرس 1894 .

## مقالات ذات صلة
- قائمة المعالم الأثرية المصنفة في تونس